# Egyptens artonde dynasti
Egyptens artonde dynasti varade omkring 1550–1290 f.Kr. (enligt den låga kronologin). Dynastin räknas till det Nya riket i det forntida Egypten. De mest välkända av den artonde dynastins faraoner var drottning Hatshepsut, Thutmosis III, Akhenaton och Tutankhamon. Faraonerna av den artonde dynastin regerade huvudsakligen från Thebe där de även lät uppföra sina klippgravar och gravtempel. Dynastin kom till sitt slut efter Tutankhamons död, men de två efterföljande härskarna inordnas ändå formellt i den artonde dynastin.
Egypten enades under Ahmose från Thebe i den artonde dynastin efter krig med dom Hyksosiska kungarna. Litteratur, konst, vetenskap och arkitektur utvecklade i den framväxande stormakten Egypten som förde en expansiv utrikespolitik i Främre Orienten och Nubien. Papyrus Ebers, som är en medicinsk text, skrevs ned under denna tid. Inom arkitekturen uppfördes stora begravningstempel åt faraonerna i Thebe, jämte utsmyckade klippgravar i Konungarnas dal, varav endast Tutankhamons grav förblev oplundrade in i modern tid. Guden Amon i Thebe återfick sin ställning som riksgud och hans tempel i Karnak och Luxortemplet utvidgades, inte minst under Amenhotep III. För en kort tid under Akhenatens regeringstid utmanades Amons position av kulten av solguden Aton. 
| Födelsenamn   | Tronnamn                    | Regeringstid    |
| ------------- | --------------------------- | --------------- |
| Ahmose        | Nebpehtyra                  | 1550–1525 f.Kr. |
| Amenhotep I   | Djeserkara                  | 1525–1504 f.Kr. |
| Thutmosis I   | Aakheperkara                | 1504–1492 f.Kr. |
| Thutmosis II  | Aakheperenra                | 1492–1479 f.Kr. |
| Hatshepsut    | Maatkara                    | 1479–1458 f.Kr. |
| Thutmosis III | Menkheperra                 | 1479–1425 f.Kr. |
| Amenhotep II  | Aakheperura                 | 1427–1400 f.Kr. |
| Thutmosis IV  | Menkheperura                | 1400–1390 f.Kr. |
| Amenhotep III | Nebmaatra                   | 1390–1352 f.Kr. |
| Akhenaton     | Neferkheperura-waenra       | 1352–1336 f.Kr. |
| Smenkhkara    | Ankheperura-neferneferuaten | 1338–1336 f.Kr. |
| Tutankhamon   | Nebkheperura                | 1336–1327 f.Kr. |
| Ay            | Kheperkheperura-irimaat     | 1327–1323 f.Kr. |
| Horemheb      | Djeserkheperura-setepenra   | 1323–1295 f.Kr. |